# Correbia punctigera
Correbia punctigera är en fjärilsart som beskrevs av M.Gaede 1926. Correbia punctigera ingår i släktet Correbia och familjen björnspinnare. Inga underarter finns listade i Catalogue of Life.